# Glasbarsche
Die Familie der Glasbarsche (Ambassidae, Syn. Chandidae) gehört zur Gruppe der Barschverwandten (Percomorphaceae) und umfasst 8 Gattungen mit über 50 Arten.

## Merkmale
Glasbarsche sind kleine, nur zwei bis 26 Zentimeter lange Fische. Sie haben einen hochrückigen, seitlich zusammengedrückten Körper. Viele Arten sind teilweise transparent, so dass Knochen und Innere Organe sichtbar sind. Glasbarsche haben eine hohe, erste Rückenflosse mit sieben oder acht harten Flossenstrahlen. Die zweite, weichstrahlige Rückenflosse hat sieben bis elf Strahlen, die Afterflosse hat drei Hart- und sieben bis elf Weichstrahlen.

## Verbreitung
Die Fische leben im küstennahen Meer, im Brackwasser und im Süßwasser in der Region des Indischen Ozean und des westlichen, tropischen Pazifik von Madagaskar über Indien bis nach Australien. Im Brackwasser bzw. Meerwasser kommen nur einige Arten der Gattung Ambassis vor. Die anderen Gattungen leben ausschließlich in Süßgewässern.

## Lebensweise
Glasbarsche fressen kleine Krebstiere. Zur Fortpflanzung heften sie ihre Eier an Wasserpflanzen oder legen pelagische Eier.

## Systematik
- Gattung Ambassis

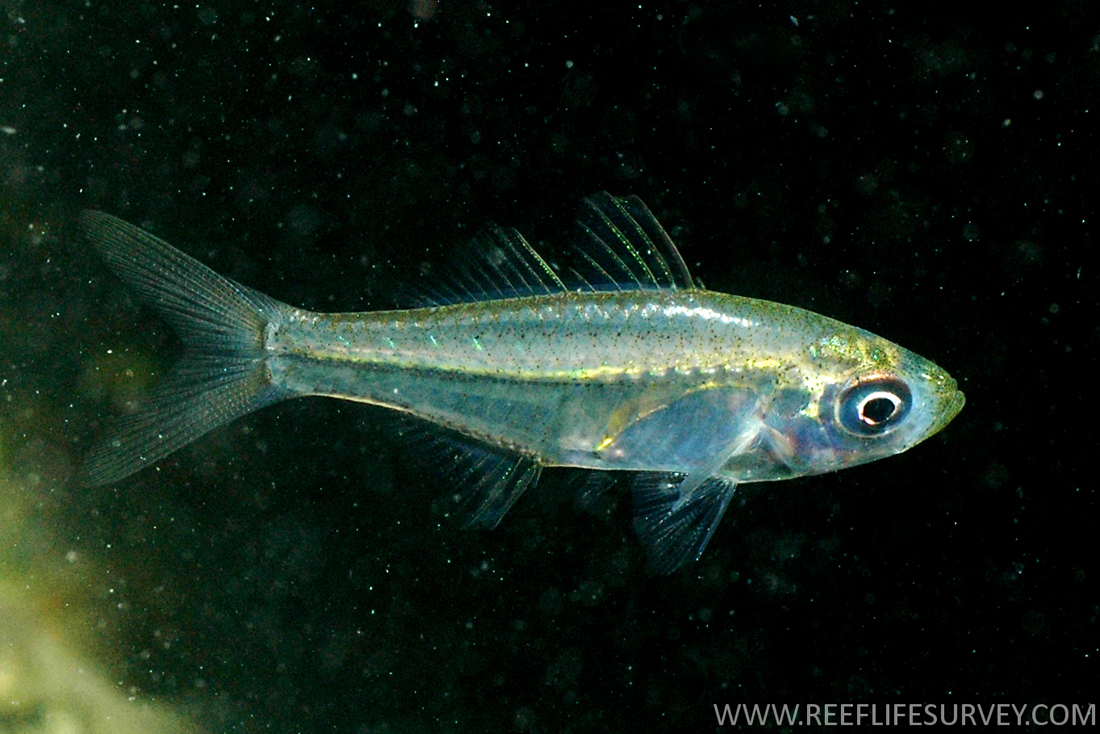
Ambassis jacksoniensis

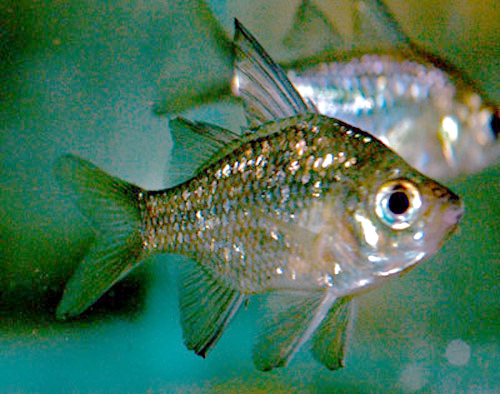
Ambassis macleayi

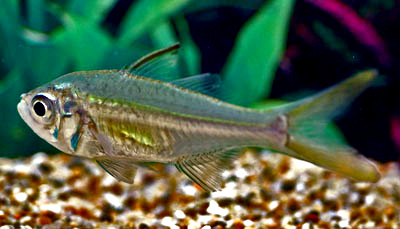
Ambassis miops

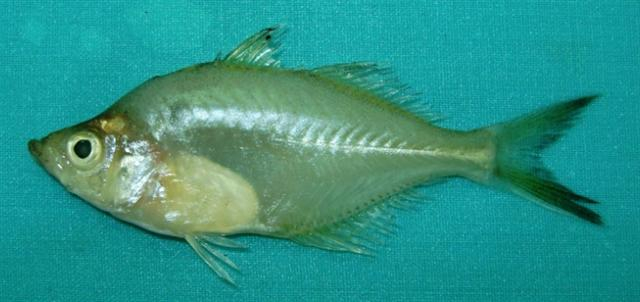
Chanda nama

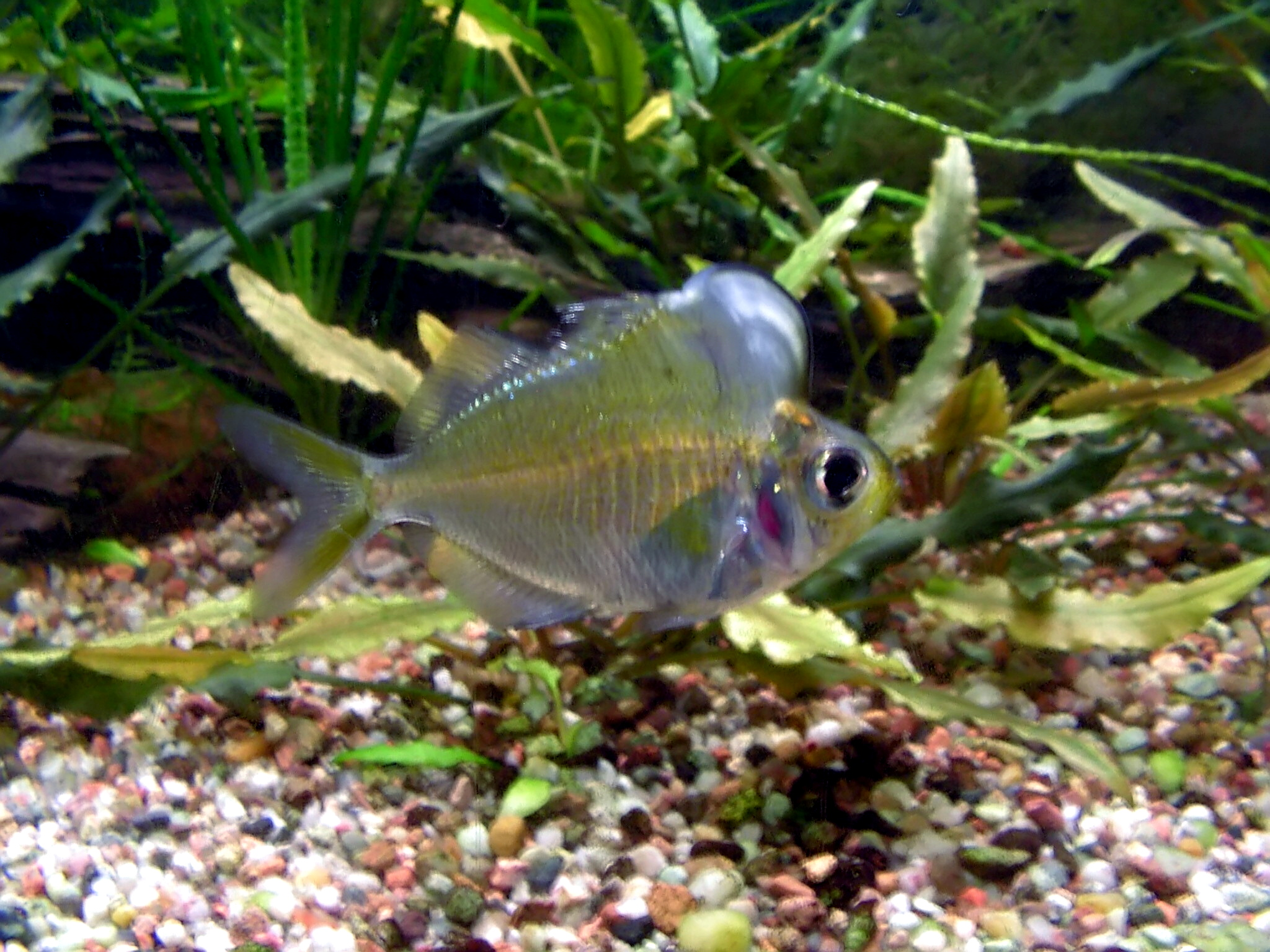
Parambassis pulcinella

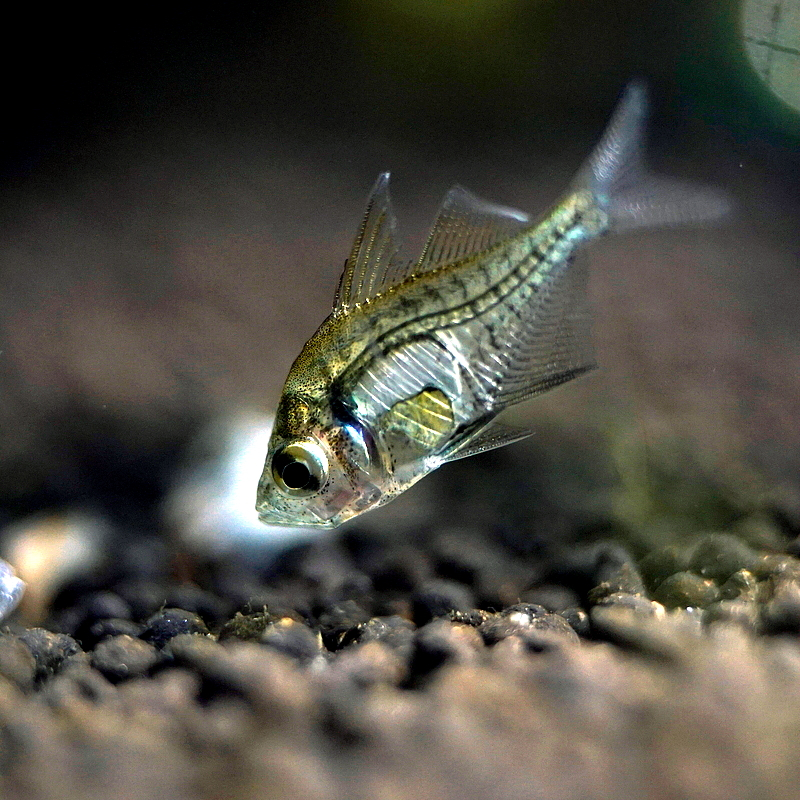
Parambassis ranga

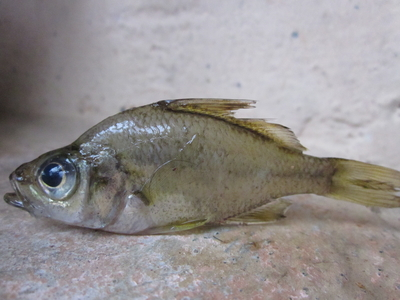
Parambassis thomassi

  - Ambassis agassizii Steindachner, 1867
  - Ambassis agrammus Günther, 1867
  - Ambassis ambassis (Lacépède, 1802)
  - Ambassis buruensis Bleeker, 1856
  - Ambassis buton Popta, 1918
  - Ambassis dussumieri Cuvier, 1828
  - Ambassis elongatus (Castelnau, 1878)
  - Ambassis fontoynonti Pellegrin, 1932
  - Ambassis gymnocephalus (Lacépède, 1802)
  - Ambassis interrupta Bleeker, 1852
  - Ambassis jacksoniensis (Macleay, 1881)
  - Ambassis kopsii Bleeker, 1858
  - Ambassis macleayi (Castelnau, 1878)
  - Ambassis macracanthus Bleeker, 1849
  - Ambassis marianus Günther, 1880
  - Ambassis miops Günther, 1872
  - Ambassis muelleri Klunzinger, 1880
  - Ambassis nalua (Hamilton, 1822)
  - Ambassis natalensis Gilchrist & Thompson, 1908
  - Ambassis urotaenia Bleeker, 1852
  - Ambassis vachellii Richardson, 1846
- Gattung Chanda
  - Chanda nama Hamilton, 1822
- Gattung Denariusa
  - Denariusa australis (Steindachner, 1867)
- Gattung Gymnochanda
  - Gymnochanda filamentosa Boeseman, 1957
  - Gymnochanda flamea Roberts, 1994
  - Gymnochanda limi Kottelat, 1995
  - Gymnochanda ploegi Tan & Lim, 2014
  - Gymnochanda verae Tan & Lim, 2011
- Gattung Paradoxodacna
  - Paradoxodacna piratica Roberts, 1989
- Gattung Parambassis
  - Parambassis alleni Datta & Chaudhuri, 1993
  - Parambassis altipinnis Allen, 1982
  - Parambassis apogonoides (Bleeker, 1851)
  - Parambassis baculis (Hamilton, 1822)
  - Parambassis bistigmata Geetakumari, 2012
  - Parambassis confinis (Weber, 1913)
  - Parambassis dayi (Bleeker, 1874)
  - Parambassis gulliveri (Castelnau, 1878)
  - Parambassis lala (Hamilton, 1822)
  - Parambassis macrolepis (Bleeker, 1857)
  - Parambassis pulcinella Kottelat, 2003
  - Parambassis ranga (Hamilton, 1822)
  - Parambassis serrata Dishma & Vishwanath, 2015
  - Parambassis siamensis (Fowler, 1937)
  - Parambassis tenasserimensis Roberts, 1994
  - Parambassis thomassi (Day, 1870)
  - Parambassis vollmeri Roberts, 1994
  - Parambassis waikhomi Geetakumari & Basudha, 2012
  - Parambassis wolffii (Bleeker, 1851)
- Gattung Pseudambassis
  - Pseudambassis roberti Datta & Chaudhuri, 1993
- Gattung Tetracentrum
  - Tetracentrum apogonoides (Bleeker, 1851)
  - Tetracentrum caudovittatus (Norman, 1935)
  - Tetracentrum honessi (Schultz, 1945)

Die mit je 21 Arten relativ artenreichen Gattungen Ambassis und Parambassis sind nicht monophyletisch und wurden niemals durch Synapomorphien diagnostiziert. Die Familie der Glasbarsche hat ihren Ursprung in Australien vor ca. 55 Millionen Jahren. Die ersten Glasbarsche lebten in Süßgewässern. Von Australien aus besiedelten sie Meeresküsten und verbreiteten sie sich entlang der Küsten des Indischen Ozeans bis nach Madagaskar und Südafrika und über Indonesien, Neuguinea, die Philippinen und verschiedene kleine Inseln bis nach Fidschi im Südpazifik und den Ryūkyū-Inseln im nördlichen Westpazifik.
Die Familie Ambassidae wurde 1870 durch den deutschen Zoologen Carl Benjamin Klunzinger eingeführt. Sie gehört innerhalb der Barschverwandten Fische zum Taxon Ovalentaria, das aus 48 Familien mit mehr als 6000 Arten besteht. Die Schwesterfamilie und damit die nächsten Verwandten der Glasbarsche sind die Meeräschen (Familie Mugilidae, Ordnung Mugiliformes). Seit Mai 2024 wird die Familie der Glasbarsche deshalb in der systematischen Onlinedatenbank „Eschmeyer's Catalog of Fishes“ ebenfalls in die Ordnung Mugiliformes gestellt.

## Aquarienhaltung
Einige Arten werden in Aquarien gehalten. Sie gelten als empfindliche Pfleglinge, die nur Lebendfutter annehmen und sehr schreckhaft sind. Einige Arten wurden auch gezüchtet. Die Winzigkeit der Larven erschwert die Aufzucht sehr.